# Poste à souder

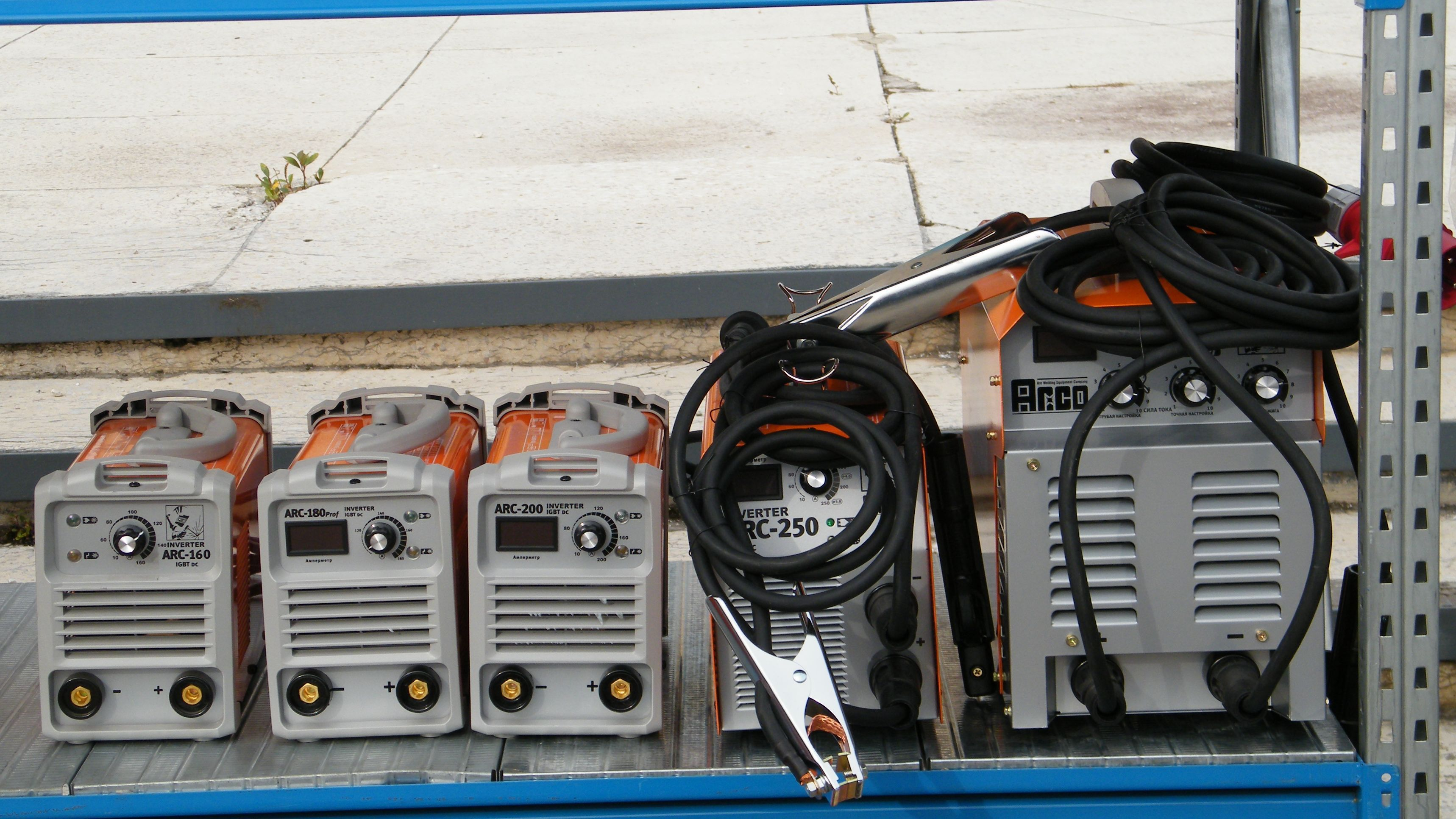
Postes à souder à onduleur.

Un poste à souder est un appareil électronique, souvent déplaçable, qui fournit du courant électrique pour réaliser une soudure.
Le soudage nécessite généralement un courant élevé, de 100 à 12 000 ampères. Un courant faible est également utilisé, par exemple pour souder deux lames de rasoir à 17 ampères en utilisant le soudage TIG . La source d'énergie de soudage peut être une simple batterie de voiture ou un dispositif complexe tel qu'un onduleur haute fréquence utilisant des transistors de technologie IGBT contrôlés par ordinateur,.

## Classification
Les machines à souder sont soit à courant continu (CC), soit à tension constante (CV) ; La machine à courant continu modifie la tension de sortie tout en maintenant un courant constant et vice versa. En général, le soudage à l'électrode enrobé et le soudage TIG utilisent une source de courant constant (sauf pour les postes à souder spécifique à l'aluminium), tandis que les procédés MIG-MAG et le soudage au fil fourré utilisent généralement des tensions constantes.

## Conceptions sources
Les sources de courant de soudage comprennent :

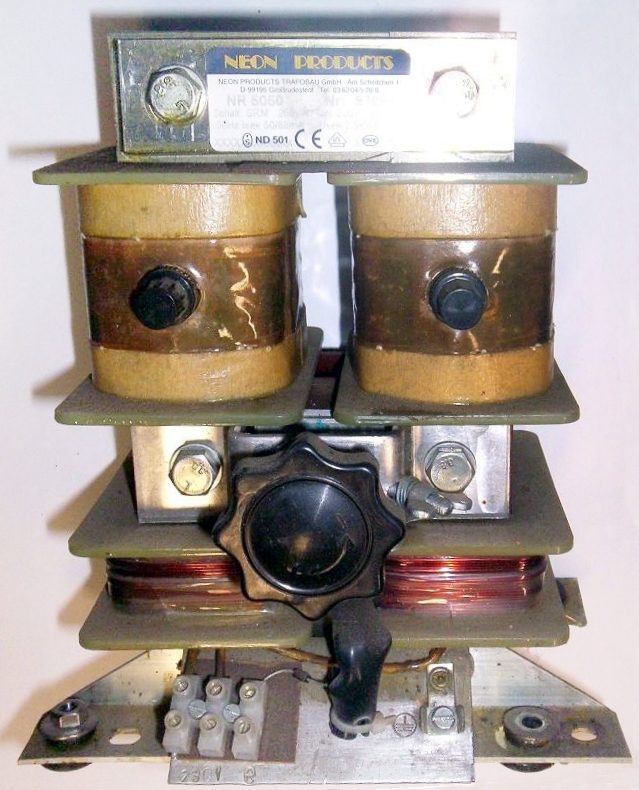
Transformateur de soudage avec régulation de tension en modifiant l'écart entre les bobines

### Transformateurs

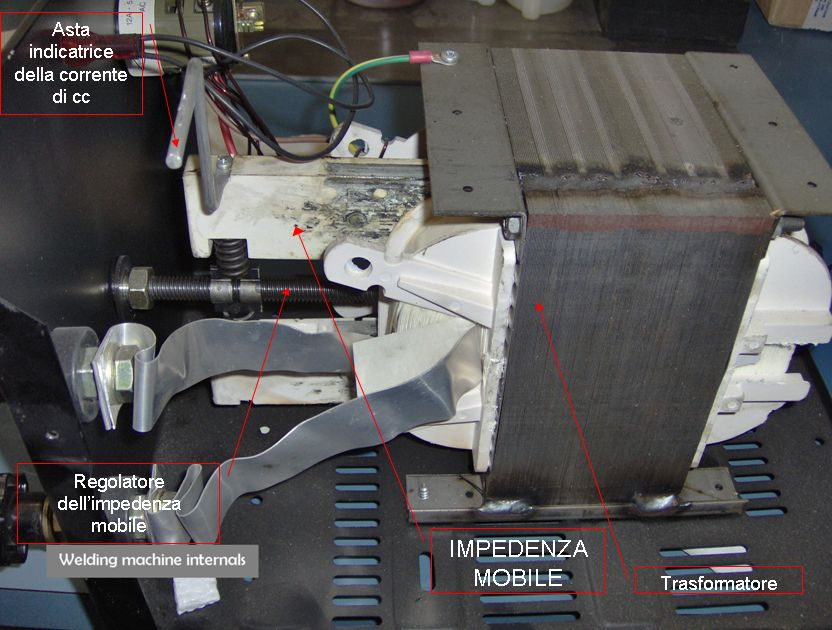
Conception minimale d'un poste à souder à l'arc: un transformateur abaisseur de tension avec un impédance mobile pour changer l'intensité moyenne (pas de redressement)

Le transformateur abaisse la tension du secteur (généralement 230 VAC ou 115 VAC) à une tension inférieure de 17 à 45 volts (circuit ouvert), avec un courant de 55 à 590 ampères . Le redresseur convertit le courant alternatif en courant continu.
La modification de la tension dans un transformateur bon marché se fait en rapprochant ou en éloignant l'enroulement primaire de l'enroulement secondaire (voir illustration ci-contre).
Voir aussi : Transformateur de soudage (ru).

### Générateurs
Les alimentations de soudage peuvent utiliser des générateurs pour convertir l’énergie mécanique en énergie électrique. Les conceptions modernes utilisent généralement des entraînements par moteur à combustion interne . La puissance de sortie du générateur peut être CC ou AC.

### Onduleurs
Avec l'avènement des dispositifs semi-conducteurs de haute puissance tels que le transistor bipolaire à grille (IGBT), il est devenu possible de créer une alimentation à découpage capable de gérer les charges importantes requises pour le soudage à l'arc. Ces conceptions sont connues sous le nom de postes à souder à onduleur avec circuits inverseurs. Ces appareils sont plus légers, mais plus chers.

### Convertisseurs
Sources d'énergie de soudage fonctionnant en courant continu avec diminution ou augmentation de la tension d'entrée (conversion CC-CC). Les convertisseurs peuvent inclure une liaison haute fréquence pour stabiliser les caractéristiques et s'isoler du circuit d'alimentation externe. Un convertisseur est fondamentalement différent d'un onduleur, puisque ce dernier utilise (la conversion (en)AC-DC)   .

### Autres sources
Il existe des types de soudage qui nécessitent d'autres sources d'énergie, par exemple, le soudage au laser nécessite des sources dotées de circuits de synchronisation complexes et de condensateurs capacitifs . Il s'agit notamment des alimentations des séries PICCO, ECO et EDELWEISS avec pompage de lampe pulsée.

## Caractéristiques de la source de courant
Les sources de courants en soudage permettent de générer du courant dans des plages de valeurs:
- de 0,05 à 20 A pour le soudage micro-plasma[8];
- de 30 à 1 000 A pour le soudage à l'arc [9],[10];
- des valeurs en dizaines à centaines de kA pour le soudage par résistance[11].

### Facteur de marche
Le facteur de marche ({\displaystyle {Dz}}) de la source de soudage est l'un des paramètres de base de la source de soudage  , qui exprime le rapport du temps de soudage maximum possible  ({\displaystyle {t_{sv}}}) au temps de travail total ({\displaystyle {t_{sm}}}). 
{\displaystyle DZ={\frac {t_{sv}}{t_{sm}}}\times 100[\%]}
Cet une caractéristique importante, par exemple pour les onduleurs bas de gamme qui, souvent, n'indique pas clairement ce chiffre, et ne peuvent en réalité souder que quelques minutes au régime d'intensité indiqué sur l'emballage, puis dans le meilleur des cas, se mettent en arrêt de sécurité. Si l'utilisateur persiste au-delà de ce temps, il y a un risque d'endommagé définitivement le poste, voir qu'il prenne feu.

#### Exemple
Si, avec une durée totale de 10 minutes, le poste à souder peut être utilisée efficacement pendant 4 minutes, alors le facteur de marche de la source de soudage peut être calculé comme suit :
{\displaystyle DZ={\frac {t_{sv}}{t_{sm}}}\times 100[\%]={\frac {4}{10}}\times 100=40\%}

### Stabilité de l'arc

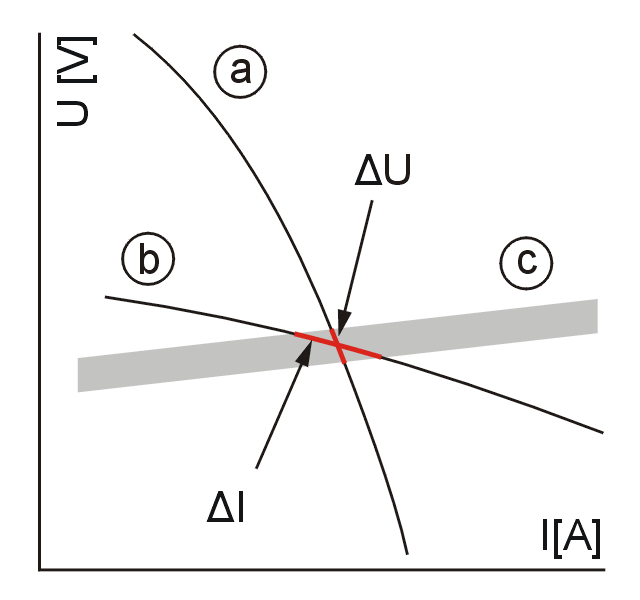
Schéma des caractéristiques statiques (a) raides et (b) plates de la source de soudage dans sa (c) zone de travail.

La stabilité de l'arc a un effet significatif sur la qualité du joint soudé et s'exprime comme la différence entre le gradient de la caractéristique de charge de la source (a) et la caractéristique voltampère de l'arc dans la zone de travail (b) ou (c) , c'est-à-dire :
{\displaystyle {\frac {\Delta U_{(a)}}{\Delta I}}-{\frac {\Delta U_{(c)}}{\Delta I}}>0\ \ resp.\ \ {\frac {\Delta U_{(b)}}{\Delta I}}-{\frac {\Delta U_{(c)}}{\Delta I}}>0}

## Littérature
- Nikolaev G.A. Soudage en génie mécanique : Un ouvrage de référence en 4 volumes M. : Génie Mécanique, 1978. ((ru) Николаев Г. А. Сварка в машиностроении: Справочник в 4-х т. М.: Машиностроение, 1978.)
- Source d'alimentation pour installations de soudage par contact électrique de haute puissance. Résumés des rapports de la conférence « Sources d'énergie à indicateurs techniques et économiques élevés ». Moscou : VEI. 1983. P.50-51 ((ru) Источник питания для электроконтактных сварочных установок большой мощности. Тезисы докладов конференции «Источники питания с высокими технико-экономическими показателями». Москва: ВЭИ. 1983.С.50-51)
- Sources d'énergie pour installations de soudage par contact électrique. Ingénierie électrique. 1985. N°3. P.7-10 ((ru) Источники питания для сварочных электроконтактных установок. Электротехника. 1985. N 3.С.7-10)
- Analyse comparative et justification du choix de circuits convertisseurs à thyristors à transfert d'énergie dosé pour les sources d'énergie des installations de soudage par contact électrique. Résumé du mémoire pour le concours. scientifique Diplômes de doctorat technologie. Sciences, M. : 1984 (MPEI) 20 p. ((ru) Сравнительный анализ и обоснование выбора схем тиристорных преобразователей с дозированной передачей энергии для источников питания электроконтактных сварочных установок. Автореферат диссертации на соиск. учен. степени канд. техн. наук, М.: 1984 (МЭИ) 20 с.)
- Alimentations à thyristors et condensateurs pour la technologie électrique. M. : Energoatomizdat, 1989. ((ru) Тиристорно-конденсаторные источники питания для электротехнологии. М.: Энергоатомиздат, 1989 г.)